# ان‌جی‌سی ۱۳۲
ان‌جی‌سی ۱۳۲ (به انگلیسی: NGC 132) یک کهکشان مارپیچی با قدر ظاهری ۱۳٫۸ است که در صورت فلکی نهنگ قرار دارد.